# Roberto Piumini
Roberto Piumini (Edolo, 14 marzo 1947) è uno scrittore, poeta e autore televisivo italiano.

## Biografia
Nasce ad Edolo (Brescia) nel 1947 ; nel 1970 si laurea in pedagogia presso l'Università Cattolica del Sacro Cuore di Milano, con la tesi La persona del poeta in Emmanuel Mounier. Per alcuni anni insegna in scuole medie e superiori, conduce laboratori espressivi di espressione non verbale. Per tre anni è attore presso il Teatro Uomo di Milano e il Centro Teatrale Bresciano.

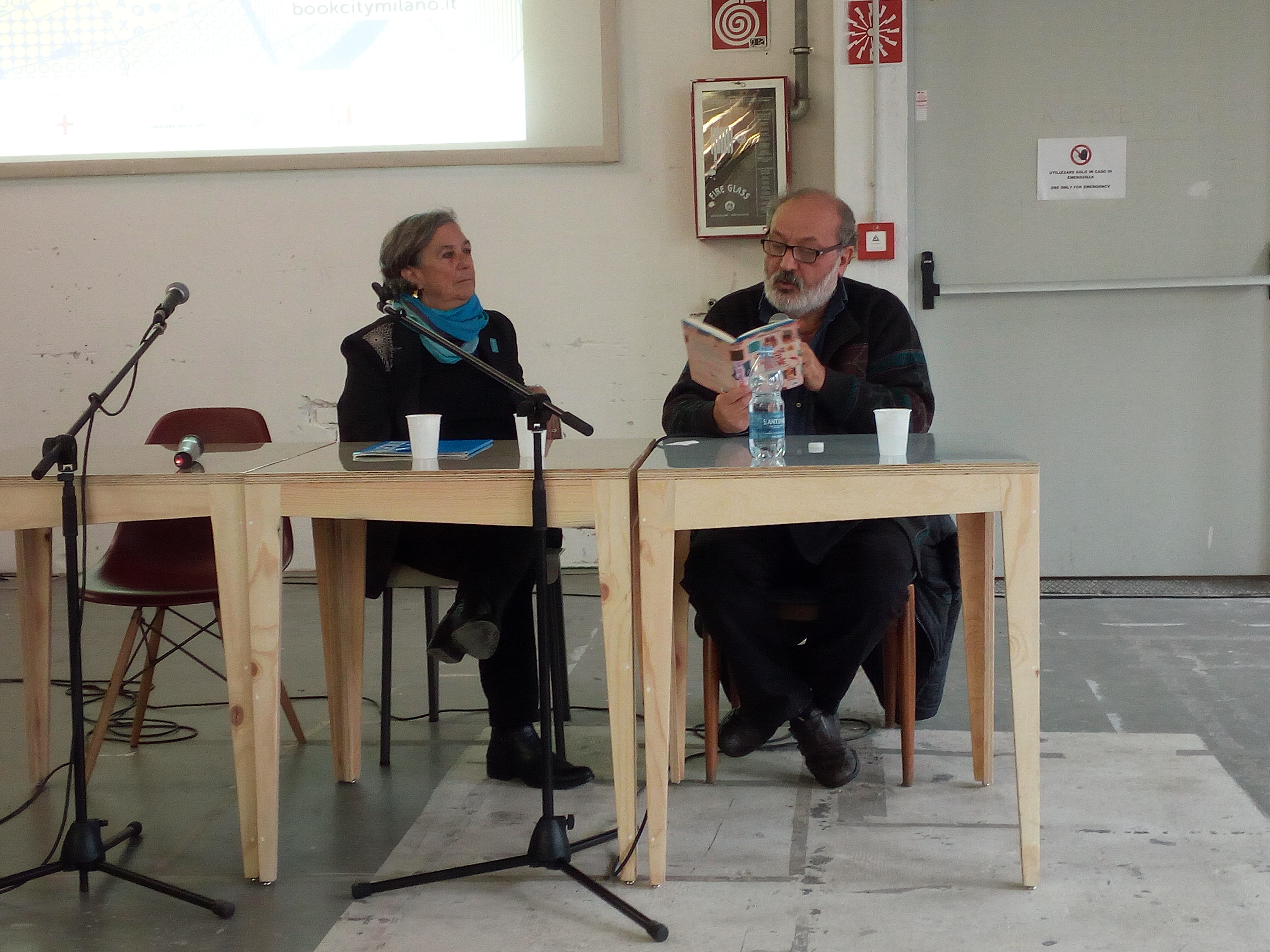
Roberto Piumini a BookCity 2016

Nel 1978 ha pubblicato il primo libro, Il giovane che entrava nel palazzo, con le Nuove Edizioni Romane, che vince il Premio Cento nel 1979, la cui giuria è presieduta da Gianni Rodari. Per bambini e ragazzi ha pubblicato, presso più di 80 editori, fiabe, filastrocche, poesie, poemi, racconti, romanzi, testi teatrali, testi di canzoni, e opere musicali, soggetti, sceneggiature, traduzioni e riscritture di mitologia. Ha pubblicato testi di poesia, prosa e teatro su riviste per bambini. Ha pubblicato testi su riviste educative e libri scolastici. 
Per adulti ha pubblicato, presso più di 30 editori, racconti, romanzi, raccolte di poesie, poemi, testi di poesia e prosa su illustrazioni e fotografie. Ha pubblicato prose e poesie su riviste letterarie e giornali. Molti suoi libri per bambini e ragazzi, e alcuni di quelli per adulti, sono tradotti in una ventina di lingue. Ha scritto una ventina di libri a quattro mani con altri autori, per bambini, ragazzi e adulti.
Ha scritto una cinquantina di testi di poesia, in scambio con materiali di memoria locale e personale, tradizioni, esperienze, personaggi, disegni, fotografie, di gruppi di bambini, ragazzi e adulti, in varie località italiane. Oltre a permettere esperienze di poesia-presente, e letture molto partecipi della poesia, ha sviluppato questi testi in mostre di lettura nonché elaborazioni teatrali o filmiche
Ha scritto testi di animazione visiva per la Fondazione Palazzo Strozzi (mostra degli arazzi dei Gobelins, mostra sul Bronzino), il Museo Marino Marini (mostra su Filippo Lippi a Prato), undici musei territoriali in Umbria.
Insieme ad attori, musicisti e cantanti, fa letture e spettacoli dei propri testi di poesia e prosa. Conduce con gruppi di ragazzi e adulti laboratori di scrittura poetica.
Insieme ad altri, ha ideato il programma televisivo L'albero azzurro, scrivendone testi narrativi, poetici e musicali (come ad esempio La canzone della faccia, che è una poesia scritta ed interpretata da lui stesso), per una decina di anni. Ha ideato e condotto, con Daniela Bastianoni, Beppa Finzi e Giovanni Caviezel, i programmi radiofonici Radicchio e Il Mattino di Zucchero, per la Rai.
Dal racconto Il cuoco prigioniero è stato tratto il film d'animazione Totò Sapore e la magica storia della pizza.

## Riconoscimenti
- 1979 – Premio Cento per Il giovane che entrava nel palazzo.[2]
- 1983 – Premio Andersen Baia delle favole.[3]
- 1991 – Premio letterario Piero Chiara.[4]
- 1995 – Premio Dessì per La rosa di Brod.
- 1995 – Premio Cento[5] per il libro Denis del pane.
- 1998 – Rattenfänger-Literaturpreis Hameln (Germania).
- 2012 – Premio Settembrini della Regione Veneto, con la raccolta di racconti L'amatore (2011).[6]
- 2014 – Premio Graziosi Terra degli aironi alla carriera, in particolare per Mattia e il nonno.[7]
- Candidato all'Astrid Lindgren Memorial Award nel 2008.
- Candidato al premio internazionale Hans Christian Andersen nel 2019.

## Opere
(elenco parziale)

### Narrativa per l'infanzia
- Il giovane che entrava nel palazzo, illustrazioni di Isia Osuchowska, Roma, Nuove Edizioni Romane, 1978.
- C'era un bambino profumato di latte, illustrazioni di Anna Curti, Milano, Mondadori, 1980.
- I gatti di Gattolica un antico libro di Ernest Nister fedelmente riprodotto; testo italiano di Roberto Piumini, Milano, A. Mondadori, 1980.
- Grandi magazzini, illustrazioni di Tiziana Zanetti, Varese, La coccinella, 1980.
- Un lungo incantesimo, Milano, La Sorgente, 1982.
- Il matto volante, illustrazioni di Cecco Mariniello, Trieste, E. Elle, 1982.
- Storie dell'orizzonte, illustrazioni di Cecco Mariniello, Roma, Nuove edizioni romane, 1982.
- I capelli del soldato, illustrazioni di Lucio Giordani, Trieste, EL, 1983.
- La casa di pane, Milano, Scuola vita, 1983.
- Di chi sono le impronte, con Patrizia Zerbi, Firenze, Fatatrac-Litopress, 1983.
- In tasca a Blu, Milano, Scuola vita, 1983.
- La palla in cielo, illustrazioni di Federico Maggioni, Milano, Le stelle, 1983.
- Quieto Patato, illustrazioni di Cecco Mariniello, Roma, Nuove edizioni romane, 1983.
- La scoperta di Uai: come nascono i bambini, illustrazioni di Graham Percy, Milano, Mondadori, 1983.
- Sopra e sotto il mare, illustrazioni e grafica: Patrizia Zerbi, Firenze, Fatatrac-Litopress, 1983.
- La storia di ardente, illustrazioni di Giovanna Baldini, Trieste, EL, 1983.
- Tocca e scopri la calza, con Patrizia Zerbi, Firenze, Fatatrac-Litopress, 1983.
- La capra Caterina, Omegna, Comitato Rodari, 1984.
- I bimbi acquatici e altre storie, Milano, Mondadori, 1984.
- Fiabe da Perseren, illustrazioni di Cecco Mariniello, Roma, Nuove edizioni romane, 1984.
- La gallinella saggia e altre storie, Milano, Mondadori, 1984.
- Seme di Amacem illustrazioni di Francesco Mariniello, Milano, Le Stelle, 1984.
- Caio Porcello e l'ape molesta, illustrazioni di Pamela Storey, Milano, Mondadori, 1985.
- Il cuoco prigioniero, in appendice: Dal racconto alla messinscena, Roma, Nuove edizioni romane, 1985.
- Il gatto malandrino e altre storie, Milano, Mondadori, 1985.
- La lepre e la tartaruga e altre storie, Milano, Mondadori, 1985.
- Ombello, illustrazioni di Grazia Cortese, Milano, Le stelle, 1985.
- La palla che volava in cielo, illustrazioni di Federico Maggioni, Milano, Le stelle, 1985.
- Uno scherzo a Poldospino, illustrazioni di Pamela Storey, Milano, Mondadori, 1985.
- Le tre pentole di Anghiari, illustrazioni di Nella Bosnia, Trieste, EL, 1985.
- Il carro a sei ruote, illustrazioni di Cecco Mariniello, Milano, Mondadori, 1986.
- Il circo di Zeus, illustrazioni di Nella Bosnia, Trieste, 1986.
- Il folletto Bambilla, illustrazioni di Anna Curti, Milano, Mondadori, 1986.
- Mesipiu: l'incanto della natura nello scorrere dei mesi, illustrazioni di Gabriele Pozzi, Milano, Mondadori, 1986.
- Le scoperte di Pinco e Pallina, Illustrate da Piera Grandesso, Firenze, Ed. Primavera, 1986.
- Il segreto di Appi: storia di un bambino curioso del suo pacifico cagnone e di molte magie, illustrazioni di Cecco Mariniello, Milano, Sotema, 1986.
- Il treno di Bogotà, Un libro-treno per leggere. Un treno-libro per giocare, illustrato da Cristina Sole e Gisela Viloria, Roma, Nuove edizioni romane, 1986.
- Le avventure del folletto Bambilla, illustrazioni di Anna Curti, Milano, Mondadori, 1987.
- Narco degli Alidosi, illustrazioni di Cecco Mariniello, Roma, Nuove Edizioni Romane, 1987.
- Lo stralisco, Torino, Einaudi, 1987.
- Calicanto. La poesia in gioco, in collaborazione con Ersilia Zamponi, Torino, Einaudi, 1988.
- Il mascheraio innocente, illustrazioni di Cecco Mariniello, Milano, Mondadori, 1988.
- L'ovo di Giotto - Il ragazzo col violino, illustrazioni di Guida Joseph, Roma, Nuove Edizioni Romane, 1988.
- Il re dei viaggi: Ulisse, illustrazioni di Cecco Mariniello, Roma, Nuove edizioni romane, 1988.
- Il sasso del muschio, disegni di Cecco Mariniello, Bergamo, Juvenilia, 1988.
- Mamme e cuccioli del bosco, illustrazioni di Lorella Rizzatti, Milano, AMZ, 1989.
- Mamme e cuccioli del mare, illustrazioni di Lorella Rizzatti, Milano, AMZ, 1989.
- Mamme e cuccioli del mondo, illustrazioni di Lorella Rizzatti, Milano, Aemmezeta, 1989.
- Mamme e cuccioli della fattoria, illustrazioni di Lorella Rizzatti, Milano, Aemmezeta, 1989.
- Motu-Iti: l'isola dei gabbiani, illustrazioni di Florenzio Corona, Torino, Einaudi, 1989.
- Cinquepercinque: 5 storie x 5 giochi, illustrate da Tiziana Gironi, Firenze, Fatatrac, 1990.
- Libro chiuso, illustrazioni di Cecco Mariniello, Milano, Bibliografica, 1990.
- Rumori di lettura, illustrato da Emanuela Collini, Milano, Editrice Bibliografica, 1990.
- La storia di Enea, illustrazioni di Cecco Mariniello, Roma, Nuove edizioni romane, 1990.
- Tre d'amore, Torino, Einaudi, 1990.
- Uomini con figure: storie di pittori e scultori in compagnia di Giorgio Vasari, a cura di Anna Carla Dosio, Milano, Einaudi scuola, 1990.
- Cuccioli di paesi lontani, illustrazioni di Lorella Rizzatti, Novara, Istituto geografico De Agostini, 1991.
- Mamme e cuccioli da salvare, illustrazioni di Lorella Rizzatti, Milano, De Agostini ragazzi, 1991.
- Mamme e cuccioli della montagna, illustrazioni di Lorella Rizzatti, Milano, De Agostini ragazzi, 1991.
- Il pifferaio di Pienza, illustrazioni di Suzanne Palermo, Firenze, Fatatrac, 1991.
- Cuccioli: le più belle storie, illustrazioni di Lorella Rizzatti, Novara, De Agostini ragazzi, 1992.
- Denis del pane, illustrazioni di Piero Ventura, San Dorligo della Valle, Einaudi ragazzi, 1992.
- I duelli di Navarra: Storie di guerra e di pace, illustrazioni di Chiara Rapaccini, Roma, Nuove edizioni romane, 1992.
- Elena le armi e gli eroi, con Francesco Mariniello, Firenze, Giunti 1992.
- Non piangere, cipolla, illustrazioni di Cecco Mariniello, Milano, Mondadori, 1992.
- Il portatore di baci: storie di cavalieri e dame, illustrazioni di Lorena Munforti e Gianni Peg, Roma, Nuove Edizioni Romane, 1992.
- Il segno di Lapo, illustrazioni di Nella Bosnia, Trieste, Einaudi Ragazzi, 1992.
- Storia del mago: racconti, Roma, Crescenzi Allendorf, 1992.
- Con Renzo e con Lucia, illustr. di Alarico Gattia, Trieste, Einaudi, 1993.
- Giochi di un giorno, Milano, Mondadori, 1993.
- Mattia e il nonno, illustrazioni di Cecco Mariniello, Trieste, Einaudi ragazzi, 1993.
- Quelli di Cebollat, illustrazioni di Emanuela Bussolati, Trieste, E. Elle, 1993.
- Il buio, la luce e il carnevale, disegni di Sergio Vezzali, Roma, Nuove edizioni romane, 1994.
- Il ciclista illuminato, Genova, Il melangolo, 1994.
- Foreghet e altri poemi, illustrazioni di Cecco Mariniello, Trieste, Ed. Elle, 1994.
- Sei posti senza luna, con Giovanna Scalfati; illustrazioni di Emanuela Bussolati, Trieste, E. Elle, 1994.
- Sole, scherzavo, illustrazioni di Cecco Mariniello, Roma, Nuove edizioni romane, 1994.
- L'oro del Canoteque, illustrazioni di Paolo D'Altan, Trieste, Einaudi ragazzi, 1995.
- La rosa di Brod, Torino, Einaudi, 1995.
- L'uomo del Canoteque, illustrazioni di Paolo D'Altan, Trieste, Ed. Elle, 1995.
- Albero Alberto aveva una foglia, illustrazioni di Giulia Orecchia, Milano, Mondadori, 1996.
- Dall'ape alla zebra, illustrazioni di Francesco Altan, Trieste, Einaudi Ragazzi, 1996.
- Il libro delle parolacce, illustrazioni di Claudia Venturini, Milano, Bompiani, 1996.
- Il paese di Chicista, illustrazioni di Emanuela Bussolati, Milano, LEDHA, 1996.
- La sposa nel faro, Genova, Il melangolo, 1996.
- C'era una volta, ascolta, con Nicoletta Costa, Trieste, EL, 1997.
- Chicino e Cicotta, illustrazioni di Francesco Altan, Milano, Emme edizioni, 1997.
- Chico Perez in Perù, illustrazioni di Nicoletta Costa, Trieste, Einaudi ragazzi, 1997.
- Tre sorrisi per Paride, illustrazioni di Paolo D'Altan, Trieste, Einaudi ragazzi, 1997.
- Ciao, tu (scritto con Beatrice Masini), illustrazioni di AntonGionata Ferrari, Milano, Bompiani, 1998.
- Fiammetta d'amore,illustrazioni di Paolo D'Altan, Trieste, Einaudi ragazzi, 1998.
- Mi leggi un'altra storia, con Francesco Altan, Trieste, EL, 1998.
- Gli sbagli fortunati, con Francesco Altan, Trieste, Edizioni EL, 1998.
- Le scarpe dipinte, illustrazioni di Rosy Gadda Conti, Firenze, Giunti, 1998.
- Tommaso campanaro, illustrazioni di Cecco Mariniello, Trieste, Emme, 1998.
- Lo zio Diritto: la carta dei diritti dell'infanzia raccontata ai bambini, Firenze, Giunti Progetti Educativi, 1998.
- Il punto di vista del pulcino, illustrazioni di Giovanni Caviezel, Torino, Einaudi ragazzi, 1999.
- Zineb e i pirati, illustrazioni di Fausto Bianchi, Milano, Einaudi Scuola, 1999.
- L'aria tassata: commedia aerobica in sette scene, Roma, Armando, 2000.
- Caratteristiche del bosco sacro, Torino, Einaudi, 2000.
- La casa arancione, illustrazioni di Giulia Orecchia, San Dorligo della Valle, Einaudi ragazzi, 2000.
- Il cuoco prigioniero: operina in musica in 11 scene e 1 epilogo, Cuneo, Aga Editrice Il portichetto, 2000.
- I dovinelli, con Giulia Orecchia, Milano, Feltrinelli kids, 2000.
- La leggenda di Gagliaudo, illustrazioni di Fausto Bianchi, S. Dorligo della Valle, Einaudi ragazzi, 2000.
- Il diavolo al mulino, illustrazioni di Serena Riglietti, San Dorligo della Valle, Emme, 2001.
- Malhid e gli altri, illustrazioni di Giulia Orecchia, Roma, Rai ERI, 2001.
- La capra Caterina, illustrazioni di Antonio Ferrara, Novara, Interlinea, 2001.
- Storia di Pipo, disegni di Max Casalini, N. Aragno, Torino, 2001.
- La gazza Rubina, illustrazioni di Giulia Orecchia, Milano, Feltrinelli Kids, 2002.
- La nascita di Arlecchino, con Giovanni Manna, Milano, Fabbri, 2002.
- Tristo, Scapino e Ciongo, con Antongionata Ferrari, Firenze, Giunti, 2002.
- Tutta una scivolanda, illustrazioni di Anna Currey, San Dorligo della Valle, Einaudi ragazzi, 2002.
- L'ultima volta che venne il vento, romanzo, N. Aragno, Torino, 2002.
- Il viaggio di Peppino, illustrazioni di Cecco Mariniello, Novara, Interlinea junior, 2002.
- La banda in gamba, illustrazioni di Lisena Sabolo, Milano, Fabbri, 2003.
- Il cantastorie, illustrazioni di Anna Curti, Milano, Mondadori, 2003.
- Gli eredi della terra, Casale Monferrato, Piemme pocket, 2003.
- Il grande cavallo, illustrazioni di Paolo D'Altan, Casale Monferrato, Piemme junior, 2003.
- Rosaspina, con Serena Riglietti, Milano, Fabbri, 2003.
- Storie per chi le vuole, illustrazioni di Barbara Nascimbeni, S. Dorligo della Valle, Einaudi ragazzi, 2003.
- Amico sole: una storia, illustrazioni di Lisena Sabolo, Milano, Fabbri, 2004.
- Ciro e le nuvole, illustrazioni di Cecco Mariniello, Novara, Interlinea Junior, 2004.
- La commedia di Narco, illustrazioni di Cecco Mariniello, Roma, Nuove edizioni romane, 2004.
- Diario di La, illustrazioni di Emanuela Bussolati, San Dorligo della Valle (Trieste), EL, 2004.
- Il folletto Bambilla e il Circo Taddeo, illustrazioni di Cinzia Ghigliano, Milano, Mondadori, 2004.
- Il folletto Bambilla e il mistero di Pinturocchio, illustrazioni di Cinzia Ghigliano, Milano, Mondadori, 2004.
- Il folletto Bambilla e la bicicletta impossibile, illustrazioni di Cinzia Ghigliano, Milano, Mondadori, 2004.
- Il folletto Bambilla e la memoria di Smema, illustrazioni di Cinzia Ghigliano, Milano, Mondadori, 2004.
- Il folletto Bambilla e la neve a Milano, illustrazioni di Cinzia Ghigliano, Milano, Mondadori, 2004.
- Il folletto Bambilla e la trappola di Fatutto, illustrazioni di Cinzia Ghigliano, Milano, Mondadori, 2004.
- Il leone verde, illustrazioni di Barbara Nascimbeni, San Dorligo della Valle, Emme, 2004.
- Le cinque isole, illustrazioni di Cecco Mariniello, Milano, Hablo, 2005.
- Il folletto Bambilla e il dinosauro sparito, illustrazioni di Cinzia Ghigliano, Milano, Mondadori, 2005.
- Il folletto Bambilla e il trasloco dei Martini, illustrazioni di Cinzia Ghigliano, Milano, Mondadori, 2005.
- Il folletto Bambilla e le calze di Botticino, illustrazioni di Cinzia Ghigliano, Milano, Mondadori, 2005.
- Il folletto Bambilla e le tre caravelle, illustrazioni di Cinzia Ghigliano, Milano, Mondadori, 2005.
- Mille cavalli, illustrazioni di Michel Fuzellier, San Dorligo della Valle, Einaudi ragazzi, 2005.
- Molte lettere per Sei, illustrazioni di Emanuela Bussolati, San Dorligo della Valle, EL, 2005.
- Gli scherzi di Buffo, con le illustrazioni di Maria Sole Macchia, San Dorligo della Valle, Emme, 2005.
- Il sole di Boris, illustrazioni di Serena Riglietti, San Dorligo della Valle, Emme, 2005.
- Tre fiabe d'amore, illustrazioni di Peppo Bianchessi, San Dorligo della Valle, Einaudi ragazzi, 2005.
- Il carretto misterioso, disegni di Vanessa Montonati, Novara, De Agostini, 2006.
- Gli amici della savana, disegni di Vanessa Montonati, Novara, De Agostini, 2006.
- Gli angoli inventati, disegni di Nicoletta Azzolini, Novara, De Agostini, 2006.
- Gli animali coraggiosi, disegni di Nicoletta Azzolini, Novara, De Agostini, 2006.
- L'ape prigioniera, disegni di Stefania Colnaghi, Novara, De Agostini, 2006.
- I baffi di Mustà, disegni di Paolo Domeniconi, Novara, De Agostini, 2006.
- Il bruco aeiou, disegni di Silvia Provantini, Novara, De Agostini, 2006.
- Il camion pompiere, disegni di Stefania Maragna, Novara, De Agostini, 2006.
- I Cici, illustrazioni di Cecco Mariniello, Novara, Interlinea junior, 2006.
- Cipo e Ciocia, disegni di Daria Petrilli, Novara, De Agostini, 2006.
- La coccinella musicante, disegni di Idelma Bertani, Novara, De Agostini, 2006.
- Cochìo e il riccio, disegni di Roberta Gherardi, Novara, De Agostini, 2006.
- Il colore di Giné, disegni di Daria Petrilli, Novara, De Agostini, 2006.
- Le corna di Cornelia, disegni di Daria Petrilli, Novara, De Agostini, 2006.
- La cresta di Dragofià, disegni di Nicoletta Azzolini, Novara, De Agostini, 2006.
- Il delfino dei sogni, disegni di Idelma Bertani, Novara, De Agostini, 2006.
- Il dispetto di Zanzilla, disegni di Stefania Colnaghi, Novara, De Agostini, 2006.
- I due orsi, disegni di Silvia Provantini, Novara, De Agostini, 2006.
- Un elefantino da salvare, disegni di Vanessa Montonati, Novara, De Agostini, 2006.
- La fattoria arcobaleno, disegni di Vanessa Montonati, Novara, De Agostini, 2006.
- I fiori e le farfalle, disegni di Vanessa Montonati, Novara, De Agostini, 2006.
- Furba la pecora e stupido il lupo, disegni di Roberta Gherardi, Novara, De Agostini, 2006.
- La gatta Prilla, disegni di Stefania Colnaghi,Novara, De Agostini, 2006.
- Il gioco di Nimin, disegni di Idelma Bertani, Novara, De Agostini, 2006.
- Lela e l'acqua, disegni di Roberta Gherardi, Novara, De Agostini, 2006.
- Liberi tutti, disegni di Stefania Maragna, Novara, De Agostini, 2006.
- La locomotiva felice, disegni di Daria Petrilli, Novara, De Agostini, 2006.
- La lumaca e il vermottolo, disegni di Paolo Domeniconi, Novara, De Agostini, 2006.
- Le magie di Gingillo, disegni di Idelma Bertani, Novara, De Agostini, 2006.
- Le mamme di Quapé, disegni di Daria Petrilli, Novara, De Agostini, 2006.
- Il mondo a portata di mano, disegni di Silvia Provantini, Novara, De Agostini, 2006.
- L'orso e le stelle, disegni di Paolo Domeniconi, Novara, De Agostini, 2006.
- Il papavero Johnny, disegni di Nicoletta Azzolini, Novara, De Agostini, 2006.
- La ranocchia melodilla, disegni di Stefania Colnaghi, Novara, De Agostini, 2006.
- Il re e il taglialegna, disegni di Stefania Colnaghi, Novara, De Agostini, 2006.
- Il robottino triste, disegni di Roberta Gherardi, Novara, De Agostini, 2006.
- La scatola magica, disegni di Roberta Gorni, Novara, De Agostini, 2006.
- La storia del balenauro, disegni di Nicoletta Azzolini, Novara, De Agostini, 2006.
- Storie d'amore, illustrazioni di Marina Marcolin, San Dorligo della Valle, EL, 2006.
- Il treno del circo, disegni di Stefania Maragna, Novara, De Agostini, 2006.
- Ugo sul ramo, illustrazioni di Antongionata Ferrari, San Dorligo della Valle, Emme, 2006.
- Lo zoo in giardino, disegni di Idelma Bertani, Novara, De Agostini, 2006.
- Pegaso & l'unicorno: cavalli del cielo, illustrazioni di Antongionata Ferrari, San Dorligo della Valle, Emme, 2007.
- Che rivoluzione!: da Gutenberg agli ebook: la storia dei libri a stampa (con Beatrice Masini e Adriana Paolini) Milano, Carthusia, 2010.
- La battaglia dei colori, illustrazioni di Monica Rabà, Novara, Interlinea, 2012.
- La palla di Lela, illustrazioni di Cinzia Ghigliano, Interlinea edizioni, 2014.
- Re Micio: storia di mici amici: il quaderno cartone, con illustrazioni di Gianluca Foli; introduzione di Beatrice Masini, Tolentino, Rrose Selavy, 2014.
- La pancia di Maria, illustrazioni di Cecco Marinello, Novara, Interlinea, 2014.
- Io, pi, disegni di Cecco Mariniello, Roma, Gallucci, 2016.
- L'acqua di Bumba, illustrazioni di Monica Rabà, Novara, Interlinea, 2019.
- Storie avventurose di bambine coraggiose, con Stefano Bordiglioni, San Dorligo della Valle, EL, 2019.
- La rapa gigante, illustrazioni di Andrea Astuto, Novara, Interlinea, 2020.
- Non fare la femminuccia!, San Cesario di Lecce, Manni, 2021.

### Filastrocche e poesia per bambini
- Holly Hobbie: le canzoni delle ore, Milano, Mondadori, 1978.
- Alfabeto in girotondo, Milano, Mondadori, 1979.
- La ballata dei mesi, Milano, Mondadori, 1979.
- Fantasie di un giorno, Milano, Mondadori, 1979.
- Filastrocche con Holly Hobbie, Milano, Mondadori, 1979.
- Filastrocche dei perché, Milano, Mondadori, 1979.
- Giochiamo ai grandi, Milano, Mondadori, 1979.
- I giorni della festa, Milano, Mondadori, 1979.
- Io mi ricordo: poesie ai bambini, illustrazioni di Cecco Mariniello, Roma, Nuove edizioni romane, 1980.
- Tanti amici per Holly Hobbie, Milano, Mondadori, 1981.
- Le poesie piccole, Illustrazione di Giulia Orecchia, Milano, Mondadori, 1995.
- Io mi ricordo quieto patato...: poesie, illustrazioni di Cecco Mariniello, Roma, Nuove Edizioni Romane, 1996.
- Ninne nanne di parole, illustrazioni di AntonGionata Ferrari, Musiche di Giovanni Caviezel, Milano, Bompiani, 1997.
- Ridi ridi: filastrocche di parole difficili, illustrazioni di AntonGionata Ferrari, Musiche di Giovanni Caviezel, Milano, Fabbri, 1997.
- Le canzoni dell'albero azzurro, illustrazioni di AntonGionata Ferrari; musiche di Giovanni Caviezel, Milano, Bompiani, 1998.

### Libri scritti con Bianca Pitzorno
- Un computer non sbaglia mai, illustrazioni di Luca Salvagno, Milano, Mondadori, 2002.
- La cuoca contesa, illustrazioni di Luca Salvagno, Milano, Mondadori, 2002.
- Fiori di luna, illustrazioni di Luca Salvagno, Milano, Mondadori, 2002.
- Gli idraulici del Pronto Intervento, illustrazioni di Luca Salvagno, Milano, Mondadori, 2002.
- L'isola delle scimmie subacquee, illustrazioni di Luca Salvagno, Milano, Mondadori, 2002.
- Un'istitutrice per le gemelle, illustrazioni di Luca Salvagno, Milano, Mondadori, 2002.
- Per amore di Ilaria, illustrazioni di Luca Salvagno, Milano, Mondadori, 2002.
- Prigionieri della valanga, illustrazioni di Luca Salvagno, Milano, Mondadori, 2002.
- Il segreto della bambina prodigio, illustrazioni di Luca Salvagno, Milano, Mondadori, 2002.
- Il tesoro di Adenafi 2, illustrazioni di Luca Salvagno, Milano, Mondadori, 2002.
- L'erede di Roccadoro, illustrazioni di Luca Salvagno, Milano, Mondadori, 2003.
- Vacanza con fantasmi, illustrazioni di Luca Salvagno, Milano, Mondadori, 2003.

### Poesia
- L'amore in forma chiusa, prefazione di Umberto Piersanti, il melangolo, 1997.
- L'amore morale, prefazione di Raffaele Crovi, il melangolo, 1999.
- Accanto al camino e altre poesie, traduzione di Roberto Piumini da Robert Browning, Interlinea edizioni, 2001.
- Non altro dono avrai. Canto amante, con una nota di Giovanni Tesio, Interlinea edizioni, 2004.
- Il piegatore di lenzuoli  con postfazione di Milva Maria Cappellini, Aragno 2007.
- I silenziosi strumenti d'amore, con una nota di Umberto Piersante, Interlinea edizioni, 2014.
- William Shakespeare, Macbeth, traduzione di Roberto Piumini, illustrazioni di Salvador Dalì, Interlinea edizioni, 2019.
- Panegìmo e altri poemi, Scalpendi, 2023.

### Altre opere
- Tre d'amore(Premio Chiara 1991), Einaudi, 1990.
- La rosa di Brod, Einaudi, 1994
- Le virtù corporali, Torino, Einaudi, 1997.
- Caratteristiche del bosco sacro, Einaudi 2000.
- L'ultima volta che venne il vento, Nino Aragno 2002.
- Gli eredi della terra, Piemme, 2003.
- Le donne e i cavalieri, Aliberti editore, 2004.
- Le opere infinite, San Cesario di Lecce, Manni, 2006.
- Il valzer muto, Manni, 2008
- Il dio delle donne (con Milva M. Cappellini), Edilet, 2010.
- L'amatore (premio Settembrini 2012), Barbera editore, 2011.
- L'autore si racconta, FrancoAngeli, 2012.
- L'amorosa figura, Skira, 2013.
- Il ciclista illuminato,  Ediciclo, 2014.
- La rosa di Brod, Bompiani, 2019.
- Storie per voce quieta, Oligo, 2019.
- Gli sguardi: sette racconti sulla pittura, Marietti, 2019.
- La barba del Manzoni, Marietti, 2020.